# 柳中庸
柳中庸（?—?），名淡（因避唐武宗諱，書作澹），以字行，出自河东柳氏西眷，唐代诗人。尚书右丞柳範的曾孙，睦州刺史柳齐物的孙子。
随父亲柳喜避乱江南。與弟柳中行皆有文名。大历年间进士，曾官洪州戶曹掾，不就，早亡。与卢纶、李端、张芬为诗友，有《征人怨》詩。萧颖士將女兒嫁給他。《全唐诗》录存其诗十三首。
征人怨：
岁岁金河复玉关，朝朝马策与刀环。
三春白雪归青冢，万里黄河绕黑山。

## 后世评价
- 《大历诗略》：此公七绝，亦体源于乐府，微嫌笔头太重，无轩轩霞举意。而五言轻艳，殆不减梁、陈间人。